# Сперхиас
Сперхиас (греч. Σπερχειάς ή Σπερχειάδα) — малый город в Греции. Находится на высоте 240 метров над уровнем моря, на правом (южном) берегу реки Сперхиос, в 27 километрах к северо-западу от Ламии и в 173 километрах к северо-западу от Афин. Административный центр общины (дима) Макракоми в периферийной единице Фтиотида в периферии Центральная Греция. Население — 2691 житель по переписи 2011 года. Площадь — 15,18 квадратного километра.
Севернее города, через малый город Макракоми проходит национальная дорога 38 Ламия — Карпенисион, часть европейского маршрута E952.
До 1904 года (ΦΕΚ 163Α) город назывался Ага (Αγά). Сперхии (др.-греч. Σπερχειαί, лат. Sperchiae) — древний город в долине Сперхея. Община Сперхиада создана в 1835 году. В 1912 году (ΦΕΚ 261Α) создано сообщество.

## Население
| Год  | Население, человек |
| ---- | ------------------ |
| 1991 | 2586               |
| 2001 | 2874               |
| 2011 | ↘ 2691             |